# Etel Kemény
Etel Kemény (geboren 20. April 1919 in Wien; gestorben 16. August 2001 ebenda) war eine austro-südafrikanische Physikerin.

## Leben
Etel Kemény wurde 1941 an der Universität Wien in Physik promoviert. Sie forschte am Institut für Radiumforschung der Österreichischen Akademie der Wissenschaften bei Berta Karlik, verließ dann aber 1942 das Institut. Sie war danach in der Rüstungsforschung bei den Drägerwerken beschäftigt. Nach Kriegsende arbeitete sie im Bundesministerium für Unterricht. Kemény ging 1954 in die Südafrikanische Union und arbeitete im National Physical Research Laboratory des Council for Scientific and Industrial Research (CSIR). Sie befasste sich mit der Luftverschmutzung in Südafrika und mit Methoden zur Bestimmung des Rußeintrags. Kemény ging 1986 in den Ruhestand.

## Schriften (Auswahl)
- Uran- und Radiumgehalt von Steinsalz und Sylvin. In: Mitteilungen des Instituts für Radiumforschung Nr. 442, Sitzungsberichte d. Akad. d. Wiss. in Wien. Math.-naturwiss. Kl., Abt. 2a, Bd. 150. 1941, H. 7/8, S. 193–207 PDF
- mit E. C. Halliday: Air pollution concentration in East London, in: Public Health, 1963 May;63:27-29
- Introduction of a standard scale for smoke measurements in South Africa. Pretoria : CSIR, 1966
- Statistiek oor rook- en swaeldioksiedbesoedeling in Suid-Afrika; tydperk: Oktober 1976 tot September 1978. Pretoria : Die Raad, 1979
- Statistics on smoke and sulphur dioxide pollution in South Africa, period : October 1978 – September 1980. Atmospheric Sciences Division, CSIR, 1981
- LONG-TERM TRENDS IN SMOKE AND SULPHUR DIOXIDE POLLUTION IN THE REPUBLIC OF SOUTH AFRICA, in: Clean Air Journal, Heft 4, 1980 doi:10.17159/caj/1980/5/6.7382